# أريغارون فضي
أريغارون فضي (الاسم العلمي: Erigeron argentatus) هو نوع من النباتات يتبع جنس الأريغارون من الفصيلة النجمية.